# Autorité de régulation des communications électroniques, des postes et de la distribution de la presse
Pour les articles homonymes, voir ART, ARCEP et Autorité de régulation des communications électroniques et des postes.
L'Autorité de régulation des communications électroniques, des postes et de la distribution de la presse (Arcep) est une autorité administrative indépendante (AAI) française chargée de réguler les communications électroniques et postales et la distribution de la presse.

## Histoire
Créée par la loi du 26 juillet 1996 pour préparer l'ouverture à la concurrence du secteur des communications électroniques, elle entre véritablement en fonction le 1er janvier 1997 sous le nom d'Autorité de régulation des télécommunications (ART).
Ses compétences sont progressivement élargies au secteur postal le 21 mai 2005 avec l'entrée en vigueur de la loi du 20 mai 2005 de régulation des activités postales, où elle prend alors le nom d’Autorité de régulation des communications électroniques et des postes (Arcep).
Ses compétences sont encore élargies au secteur de la distribution de la presse avec la loi du 18 octobre 2019 relative à la modernisation de la distribution de la presse, où elle prend alors son nom actuel (en conservant son acronyme).

## Organisation
L’Arcep est dirigée par un collège de sept membres (5 membres jusqu'à 2005) nommés pour six ans. Trois d’entre eux, dont le président, sont nommés par le président de la République, sur proposition du Premier ministre ; deux membres sont désignés par le président de l’Assemblée nationale et les deux derniers par le président du Sénat.
Son siège se trouve 14 rue Gerty-Archimède (12e arrondissement de Paris). 

### Présidents
En janvier 2021, à la suite de la fin de mandat de Sébastien Soriano, le président de la République propose la nomination de la députée Agir, Laure de la Raudière, devenant présidente de l'Arcep le 27 janvier 2021.
- 1997-2003 : Jean-Michel Hubert
- 2003-2009 : Paul Champsaur
- 2009 : Jean-Claude Mallet : Il est nommé président de l'Arcep par décret présidentiel en date du 31 décembre 2008 (J.O. du 1er janvier 2009). Il prend ses fonctions le 4 janvier 2009 et démissionne de ce poste le 29 avril 2009 « pour des raisons qui sont strictement personnelles et de santé ».
- 2009-2015 : Jean-Ludovic Silicani
- 2015-2021 : Sébastien Soriano
- Depuis 2021 : Laure de La Raudière[4]

### Membres
Les membres du Collège ne sont pas révocables, leur mandat de six ans n’est pas renouvelable et leur fonction est incompatible avec toute autre activité professionnelle, mandat national ou emploi public. Depuis la loi n° 2013-907 relative à la transparence de la vie publique du 11 octobre 2013, les membres de l’Arcep sont soumis à des obligations de déclaration de situation patrimoniale et de déclaration d’intérêts.
| Nom                       | Début du mandat | Début du mandat | Fin du mandat | Désigné par                        | Position   | Démission, remplaçant       |
| ------------------------- | --------------- | --------------- | ------------- | ---------------------------------- | ---------- | --------------------------- |
| Membres actuels           |                 |                 |               |                                    |            |                             |
| Zacharia Alahyane         | 13/02/2025      | [ JORF 1 ]      |               | Président de la République         | membre     |                             |
| Akim Oural                | 01/02/2025      | [ JORF 2 ]      |               | Président du Sénat                 | membre     |                             |
| Laure de La Raudière      | 27/01/2021      | [ JORF 3 ]      |               | Président de la République         | présidente |                             |
| Sarah Jacquier Pelissier  | 23/03/2023      | [ 6 ]           |               | Président de la République         | membre     |                             |
| Xavier Merlin             | 22/12/2023      | [ 7 ]           |               | Président de l'Assemblée nationale | membre     |                             |
| Marie-Christine Servant   | 16/02/2024      | [ 8 ]           |               | Président du Sénat                 | membre     |                             |
| Mireille Clapot           | 15/10/2024      | [ 9 ]           |               | Président de l'Assemblée nationale | membre     |                             |
| Anciens membres           |                 |                 |               |                                    |            |                             |
| Yvon Le Bars              | 1997            | [ JORF 4 ]      | 2001          | Président de la République         | membre     |                             |
| Jean-Michel Hubert        | 1997            | [ JORF 4 ]      | 2003          | Président de la République         | président  |                             |
| Dominique Roux            | 1997            |                 | 2005          | Président de la République,        | membre     |                             |
| Bernard Zuber             | 1997            |                 | 1999          | Président de l'Assemblée nationale | membre     | 1999, Christian Bècle       |
| Roger Chinaud             | 1997            |                 | 2001          | Président du Sénat                 | membre     |                             |
| Christian Bècle           | 1999            |                 | 2003          | Président de l'Assemblée nationale | membre     |                             |
| Jacques Douffiagues       | 2001            |                 | 2007          | Président du Sénat                 | membre     |                             |
| Michel Feneyrol           | 2001            |                 | 2007          | Président de la République         | membre     |                             |
| Paul Champsaur            | 2003            |                 | 2009          | Président de la République         | président  |                             |
| Gabrielle Gauthey         | 2003            |                 | 2008          | Président de l'Assemblée nationale | membre     |                             |
| Edouard Bridoux           | 04/01/2005      |                 | 04/01/2011    | Président de la République         | membre     |                             |
| Joëlle Toledano           | 2005            |                 | 2011          | Président de l'Assemblée nationale | membre     |                             |
| Nicolas Curien            | 29/06/2005      |                 | 31/12/2011    | Président du Sénat                 | membre     |                             |
| Patrick Raude             | 17/01/2007      |                 | 2011          | Président de la République         | membre     | 2011, Jérôme Coutant        |
| Jean-Claude Mallet        | 2009            |                 | 29/04/2009    | Président de la République         | président  | 2009, Jean-Ludovic Silicani |
| Denis Rapone              | 12/01/2007      |                 | 2013          | Président du Sénat                 | membre     |                             |
| Jérôme Coutant            | 25/01/2011      |                 | 2013          | Président de la République         | membre     |                             |
| Daniel-Georges Courtois   | 23/12/2008      |                 | 23/12/2014    | Président de l'Assemblée nationale | membre     |                             |
| Jean-Ludovic Silicani     | 08/05/2009      |                 | 03/01/2015    | Président de la République         | président  |                             |
| Marie-Laure Denis         | 07/01/2011      |                 | 03/01/2017    | Président de la République         | membre     |                             |
| Jacques Stern             | 11/01/2012      |                 | 2018          | Président de l'Assemblée nationale | membre     |                             |
| Françoise Benhamou        | 01/01/2012      |                 | 2018          | Président du Sénat                 | membre     |                             |
| Pierre-Jean Benghozi      | 10/01/2013      |                 | 31/12/2018    | Président du Sénat                 | membre     |                             |
| Philippe Distler          | 28/01/2013      |                 | 31/12/2018    | Président de la République         | membre     |                             |
| Martine Lombard           | 07/01/2015      |                 | 30/09/2019    | Président de l'Assemblée nationale | membre     | 2019, Maya Bacache          |
| Sébastien Soriano         | 14/01/2015      |                 | 04/01/2021    | Président de la République         | président  |                             |
| Monique Liebert-Champagne | 04/01/2017      | [ JORF 5 ]      | 03/01/2023    | Président de la République         | membre     |                             |
| Serge Abiteboul           | 15/01/2018      |                 | 12/01/2024    | Président de l'Assemblée nationale | membre     |                             |
| Joëlle Cottenye           | 16/02/2018      |                 | 16/02/2024    | Président du Sénat                 | membre     |                             |
| Emmanuel Gabla            | 31/01/2019      | [ JORF 6 ]      | 31/01/2025    | Président du Sénat                 | membre     |                             |
| Maya Bacache              | 01/10/2019      | [ 29 ]          | 14/10/2024    | Président de l'Assemblée nationale | membre     |                             |
| François Lions            | 28/02/2019      | [ 31 ]          |               | Président de la République         | membre     |                             |

### Administration
Outre les sept membres du collège qui constituent l'Autorité à proprement parler, l'Arcep compte 170 personnes qui travaillent au sein de huit directions placées sous la responsabilité d'un directeur général et de deux directeurs généraux adjoints.
L’Arcep a également mis en place un certain nombre d’organes consultatifs pour l’aider dans la réalisation de ses missions, tels que  le comité de prospective, le comité des consommateurs, la commission consultative des communications électroniques, le comité de l’interconnexion et de l’accès (avec les opérateurs et les fournisseurs de services) ou encore les ateliers et les conférences annuelles Territoires connectés (avec les collectivités et les élus).
Enfin, deux comités d’experts, présidés par des personnalités indépendantes se réunissent régulièrement sous les auspices de l’Autorité. L’un traite de problématiques techniques liées à la boucle locale cuivre et l’autre, de sujets techniques relatifs à la fibre optique.

## Nature juridique de l'Arcep
L'Arcep est une autorité administrative indépendante, comme le sont la Commission nationale de l'informatique et des libertés, l'Autorité de la concurrence, l'Arcom, la CRE, l'Autorité des marchés financiers, etc. 

À ce titre, elle fait partie de l'État français, tout en étant indépendante du gouvernement.

## Missions

Ancien logo de l'Arcep (2005-2010).

Ancien logo de l'ART (1997-2005).

Les dispositions législatives encadrant le statut et le rôle de l’Arcep figurent dans le code des postes et des communications électroniques (CPCE) : art. L. 36-5 s., art. L. 130 s., notamment.
L’Arcep est notamment chargée d'accompagner l’ouverture à la concurrence du secteur des télécommunications, et de réguler les marchés correspondants. Dans ce secteur d’activité, le rôle essentiel de l’Autorité est de veiller à l’exercice d’une concurrence effective et loyale au bénéfice des consommateurs sur le marché des communications électroniques.
Son principal outil est nommé « analyses de marché ». Il consiste à définir les marchés pertinents, à désigner les opérateurs puissants et à définir les obligations spécifiques leur incombant, en général sur les marchés de gros – c'est-à-dire les marchés sur lesquels les opérateurs se facturent des prestations entre eux –, pour résoudre les problèmes concurrentiels identifiés. 
Il s’agit du mode classique de régulation, dite “asymétrique” parce qu’elle ne s’impose pas uniformément à tous les opérateurs présents sur le marché concerné.
L’Autorité peut aussi :
- fixer, dans le cadre légal, des obligations générales s'appliquant à tous les opérateurs, sous réserve qu’elles soient homologuées par le ministre chargé des télécommunications. C’est le principe de la régulation dite “symétrique”, qui s’impose de la même manière à chaque opérateur sur le marché, à l’exemple de la « portabilité mobile » (conservation du numéro lors du passage d’un opérateur mobile à un autre).
- sanctionner des opérateurs ne remplissant pas leurs obligations, et intervenir pour régler les différends entre opérateurs en matière d’accès au réseau (conditions techniques et tarifaires).
- attribuer des ressources en fréquences et en numérotation ; les opérateurs ont besoin de ces ressources dites "rares" car naturellement limitées, pour mener à bien leurs activités. L’Autorité en a la gestion.
- déterminer les montants des contributions au financement des obligations de service universel, défini par la loi de 1996. Elle assure la surveillance des mécanismes de ce financement

En 2005, la loi de régulation postale a étendu les responsabilités de l’Autorité, devenue à cette occasion l’Autorité de régulation des communications électroniques et des postes, en lui ajoutant la mission de veiller à l’ouverture et au bon fonctionnement du marché postal. L'Arcep assure cette mission en délivrant les autorisations d’exercer une activité postale ; en émettant des avis rendus publics sur les tarifs et les objectifs de qualité du service universel ; et en approuvant les tarifs du secteur réservé.
En 2016, la loi pour une République numérique a confié à l'Arcep de nouveaux pouvoirs nécessaires pour assurer le respect du Règlement européen en matière de Neutralité du net.

Logo de l'Arcep (2016-2019).

L'Arcep produit des décisions qui peuvent faire l'objet de recours auprès du juge administratif (Conseil d'État) et judiciaire (Cour d'appel de Paris). Par exemple, l'Autorité a publié une décision « établissant à 247 millions d'euros le coût net pour l'année 2011 du maillage complémentaire de La Poste répondant à sa mission d'aménagement du territoire ».
En 2019, l'opérateur télécom Orange  conteste le pouvoir de sanction du régulateur, en déposant une question prioritaire de constitutionnalité (QPC) devant le Conseil d’État. Il dénonce un non-respect de la séparation des pouvoirs et des principes d'impartialités garantis par la Constitution,. En réponse, le collège de l'Arcep émet un éditorial en déclarant que le pouvoir de sanction est indispensable pour la régulation du marché. Fin septembre, lors de  son audition, Stéphane Richard a indiqué au collège « sa décision de retirer la question prioritaire de constitutionnalité qu’elle avait déposée, créant ainsi les conditions du retour à un dialogue apaisé. La priorité de tous reste l’équipement du pays en réseaux fixes et mobiles »,.

Logo de l'Arcep depuis 2019

Réforme de la « Loi Bichet » : s’adapter aux nouveaux enjeux du secteur de la presse en préservant les principes fondateurs
Dans un contexte où la diffusion numérique s’accélère et où il est constaté une diminution régulière des volumes distribués et une attrition du réseau des points de vente, le rapport de la mission confiée à M. Marc Schwartz, rendu public par le Gouvernement en juillet 2018, recommandait de faire évoluer certaines modalités dans l’organisation de la distribution de la presse et de renforcer la régulation en la confiant à un régulateur unique, investi de pouvoirs étendus. Il préconisait, à cet égard, de confier la régulation du secteur de la distribution de la presse à une autorité indépendante, disposant d’une expertise juridique, économique et technique suffisante et ayant les moyens d’exercer un contrôle efficace.
Portée par le Ministre de la culture Franck Riester, la loi relative à la modernisation de la distribution de la presse, réformant la « Loi Bichet » qui a été promulguée le 18 octobre 2019. Elle confirme les principes fondamentaux qui régissent ce secteur de la presse, tout en introduisant de nouvelles dispositions structurantes pour le secteur.
La mission de régulation du secteur de la distribution de la presse, précédemment exercée par l’Autorité de régulation de la distribution de la presse (ARDP) et du Conseil supérieur des messageries de presse (CSMP), est dorénavant confiée à l’Arcep. L’Arcep devient à cette occasion l’Autorité de régulation des communications électroniques, des postes et de la distribution de la presse.
En 2024, de nouvelles attributions sont confiées à l'ARCEP, comme la surveillance des acteurs cloud computing.

## Coopération européenne
L'Arcep collabore avec les régulateurs des 27 autres États membres de l'Union européenne au sein de l'Organe des régulateurs européens des communications électroniques (l'ORECE ou BEREC en anglais, qui a remplacé le Groupe des régulateurs européens (GRE) depuis décembre 2009) et en lien avec la Plate-forme européenne des instances de régulation.
L'Arcep est également membre du Fratel, le réseau francophone de la régulation des télécommunications créé en juin 2002 lors du symposium des régulateurs francophones à Paris. Ce réseau a pour principale vocation l'échange d'informations et d'expériences entre ses membres.

## Budget et effectif
En 1998, la dotation attribuée à l'Arcep par le parlement s'est élevée à 19,4 millions d'euros, dont 12,6 millions d'euros pour le personnel (142 agents) et 6,8 millions pour le fonctionnement.
En 2011, la dotation attribuée à l'Arcep par le parlement s'est élevée à 23,1 millions d'euros, dont 15,5 millions d'euros pour le personnel (167 agents, outre le collège) et 7,6 millions pour le fonctionnement.
En 2012, la dotation attribuée à l'Arcep par le parlement s'est élevée à 22,9 millions d'euros, dont 15,9 millions d'euros pour le personnel (172 agents) et 7,0 millions pour le fonctionnement.
En 2013, la dotation attribuée à l'Arcep par le parlement s'est élevée à 22,9 millions d'euros, dont 16 millions d'euros pour le personnel (171 agents) et 6,9 millions pour le fonctionnement. 
En 2014, l'effectif de l'Arcep (plafond d'emplois autorisés) s'élève à 171 et la dotation attribuée par le parlement n'est pas mentionnée dans le rapport annuel.
En 2009, la rémunération annuelle du président de l'Arcep était fixée à 182 826 euros.
En 2016, le budget de l'Arcep est imputé sur le programme budgétaire 134 du ministère de l’Économie.
En 2021, l'Arcep propose une carte interactive qui permet de connaître le débit des opérateurs.